# Septembre 1913

## Événements
- 1er septembre : le Français Adolphe Pégoud effectue le premier vol « tête en bas » sur un Blériot.

- 2 septembre : trois cents députés et cent sénateurs du Guomindang sont expulsés.

- 9 septembre : Maurice Prévost porte le record du monde de vitesse en aéroplane à 204 km/h.

- 14 - 20 septembre[1] : congrès du parti social-démocrate allemand à Iéna, en Allemagne : la grève générale en cas de guerre est condamnée et les députés socialistes qui ont voté les crédits militaires reçoivent l’approbation de la majorité.

- 16 septembre : à Madrid (Espagne, alternative de Juan Belmonte, matador espagnol.

- 20 septembre : l’Autrichien Rudolf Steiner, père de l'anthroposophie, fonde le Goetheanum à Dornach.

- 21 septembre : le Français Adolphe Pégoud effectue le premier looping en France.

- 23 septembre : à bord d'un monoplan Morane-Saulnier, le Français Roland Garros effectue la première traversée de la Méditerranée en avion entre Saint-Raphaël et Bizerte (Tunisie) en 7 heures et 53 minutes pour couvrir un parcours de 729 km.

- 27 septembre : 
  - le Français Adolphe Pégoud effectue le premier double-looping;
  - le Français Prévost bat le record de vitesse pure en avion : 191,897 km/h sur un « Deperdussin ».

- 28 septembre : le Français Adolphe Pégoud effectue le premier triple-looping.

- 29 septembre : le Français Marcel Prévost remporte la « Coupe Gordon Bennett » sur un « Deperdussin » en bouclant les 200 km du parcours en 59 minutes et 45 secondes. Prevost bat ainsi le record de vitesse moyenne (200,836 km/h) et de vitesse pure (203,850 km/h).

## Naissances
- 3 septembre : Alan Ladd, acteur américain († 29 janvier 1964).
- 6 septembre : Gustave Danneels, coureur cycliste belge († 13 avril 1976).
- 12 septembre : Jesse Owens, athlète américain († 31 mars 1980).
- 14 septembre :
  - Jacobo Arbenz Guzmán, militaire et homme politique guatémaltèque, président du Guatemala de 1951 à 1954 († 27 janvier 1971).
  - Johann Schneider, joueur professionnel de hockey sur glace autrichien († date de décès inconnue).
  - Severino Varela, footballeur uruguayen († 29 juillet 1995).
  - Mario Zagari, journaliste et homme politique italien († 29 février 1996).
- 15 septembre : Henry Brant, compositeur († 26 avril 2008).
- 16 septembre : Félicien Marceau, écrivain, dramaturge et académicien français († 7 mars 2012).
- 22 septembre : Paul Manauthon, résistant français († 1er octobre 1943).
- 23 septembre : Carl-Henning Pedersen, peintre danois († 20 février 2007).
- 25 septembre : Gilbert Cesbron, écrivain français († 12 août 1979).

## Décès
- 7 septembre : José de Calasanz Félix Santiago Vives y Tutó, capucin et cardinal espagnol (° 23 février 1854).
- 9 septembre : Paul de Smet de Naeyer, homme politique belge (° 13 mai 1843).
- 30 septembre : Rudolf Diesel, inventeur du moteur à combustion interne.